# Факултет електротехнике Универзитета у Тузли
Факултет електротехнике Универзитета у Тузли је високошколска установа у Тузли која образује студенте у областима електротехнике и техничког васпитања. Студије се одвијају на сва три нивоа, по принципу 4+1+3.

## Студијски програми
На првом нивоу, основним академским студијама, смерови су:
- Електротехника и рачунарство, бира се један од усмерења:
  - Аутоматика, роботика и индустријска информатика
  - Електроенергетске мреже и системи
  - Електротехника и системи конверзије енергије
  - Рачунарство и информатика
  - Телекомуникације и информационе технологије
- Технички одгој и информатика

На другом нивоу, мастер академским студијама, смер је Електротехника и рачунарство. Бира се једно од усмерења:
- Аутоматика, роботика и индустријска информатика
- Електроенергетске мреже и системи
- Електротехника и системи конверзије енергије
- Рачунарство и информатика
- Телекомуникације

На трећем нивоу, докторским академским студијама, смер је Електротехника и рачунарство без одабира усмерења.